# Jožica Čertov
Jožica Čertov, slovenska pesnica in urednica, * 30. november 1960, Celovec.
Jožica Čertov je študirala slovenski in srbohrvaški jezik na Univerzi v Celovcu. Od začetka osemdesetih let 20. stoletja je urednica literarne revije Koroško mladje, v kateri je objavila tudi svoje prve pesmi. Samostojno zbirko litičnih pesmi z naslovom Pesmi iz listja je izdala leta 1985. Čertovova v pesmih izhaja iz zelo osebnega doživljanja okolice, ki je izhodišče za psihološko subtilne refleksije.